# Wacław Krzyżanowski (prokurator)
Wacław Krzyżanowski (ur. 3 lutego 1923 w Zarzeczu Łukowskim, zm. 10 października 2014 w Koszalinie) – polski prawnik, prokurator, pułkownik Ludowego Wojska Polskiego.

## Życiorys
Wacław Krzyżanowski urodził się w rodzinie Witolda i Antoniny. Uczestniczył w bitwie pod Lenino.
Od 10 października 1945 roku do 28 stycznia 1946 roku był słuchaczem Centralnej Szkoły Ministerstwa Bezpieczeństwa Publicznego w Łodzi. Od stycznia 1946 do maja 1950 był oficerem śledczym Wojskowej Prokuratury Rejonowej w Gdańsku.
W 1946 był oskarżycielem posiłkowym w pokazowym procesie Danuty Siedzikówny (pseudonim „Inka”). Zażądał wówczas dla niepełnoletniej (17-letniej) oskarżonej kary śmierci. W dniu skazania Siedzikówny, sporządził również akty oskarżenia, w których zażądał kary śmierci dla dwóch innych młodych ludzi: Heinza Baumanna, 19-letniego gdańskiego Niemca, który znalazł w lesie broń i upolował nią sarnę (wyrok wykonano 9 sierpnia 1946) oraz 16-letniego Benedykta Wyszeckiego, który po odkryciu u niego kilku zardzewiałych karabinów pozbawionych zamków i amunicji zeznał, że zbierał je na polach, by się bawić w wojsko. W tym przypadku sąd nie zgodził się z żądaniem prokuratora, uznawszy, że podsądny dopuścił się przestępstwa z lekkomyślności i skazał go na 7 lat pozbawienia wolności.

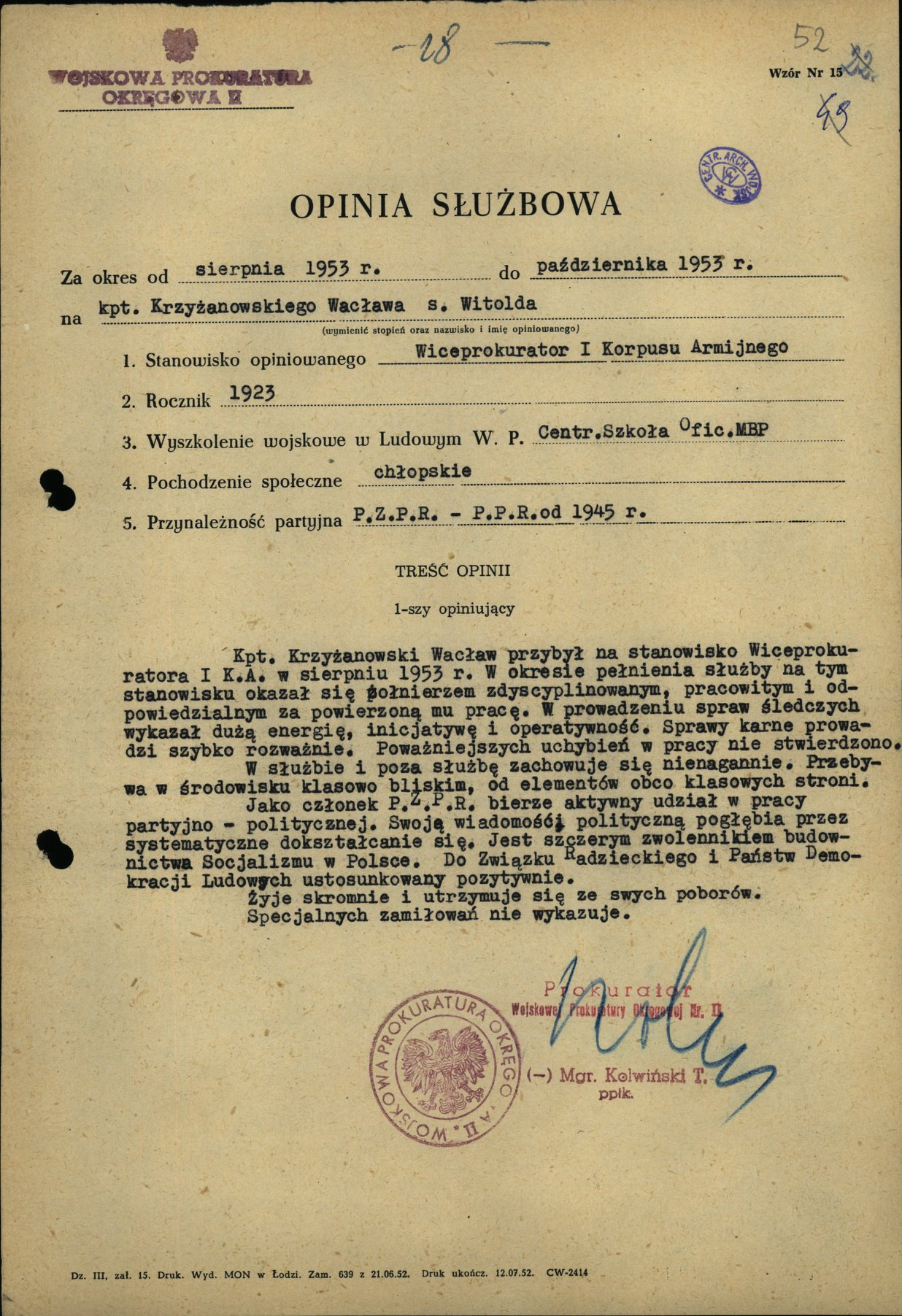
Opinia służbowa nt. Wacława Krzyżanowskiego

W wojskowym wymiarze sprawiedliwości PRL pracował do 1976, był wielokrotnie odznaczany i nagradzany.
Był pierwszym prokuratorem, którego IPN oskarżył o udział w komunistycznej zbrodni sądowej. Został uniewinniony zarówno w sądzie I, jak i II instancji (2001). Podczas procesu stwierdził, że stalinowski system prawny miał charakter przestępczy. Prawdopodobnie przyczynił się do śmierci wielu niewinnych osób, podpierając swoje zarzuty fałszywymi i absurdalnymi oskarżeniami. Prawomocną decyzją Kierownika Urzędu ds. Kombatantów i Osób Represjonowanych pozbawiony uprawnień kombatanckich.
Zmarł w wieku 91 lat. W trzy dni po śmierci, 13 października 2014 został pochowany z wojskową asystą honorową na Cmentarzu Komunalnym w Koszalinie. 
Za przyznanie wojskowej asysty honorowej na pogrzeb Wacława Krzyżanowskiego, szef MON Tomasz Siemoniak odwołał w trybie natychmiastowym ze stanowisk dowódcę oraz komendanta garnizonu Koszalin.